# Tranvia Pierrefitte-Cauterets-Luz
La tranvia Pierrefitte–Cauterets–Luz è stato un sistema di linee tranviarie francesi che collegava la città di Pierrefitte-Nestalas con Cauterets e Luz-Saint-Sauveur, nella zona del Levedan, nel dipartimento degli Alti Pirenei, più una breve linea, isolata dal resto delle rete, che collegava Cauterets con la località di La Raillère. A scartamento metrico ed interamente elettrificata, è stata inaugurata nel 1901, per essere poi chiusa tra il 1934 ed il 1970.

## Storia

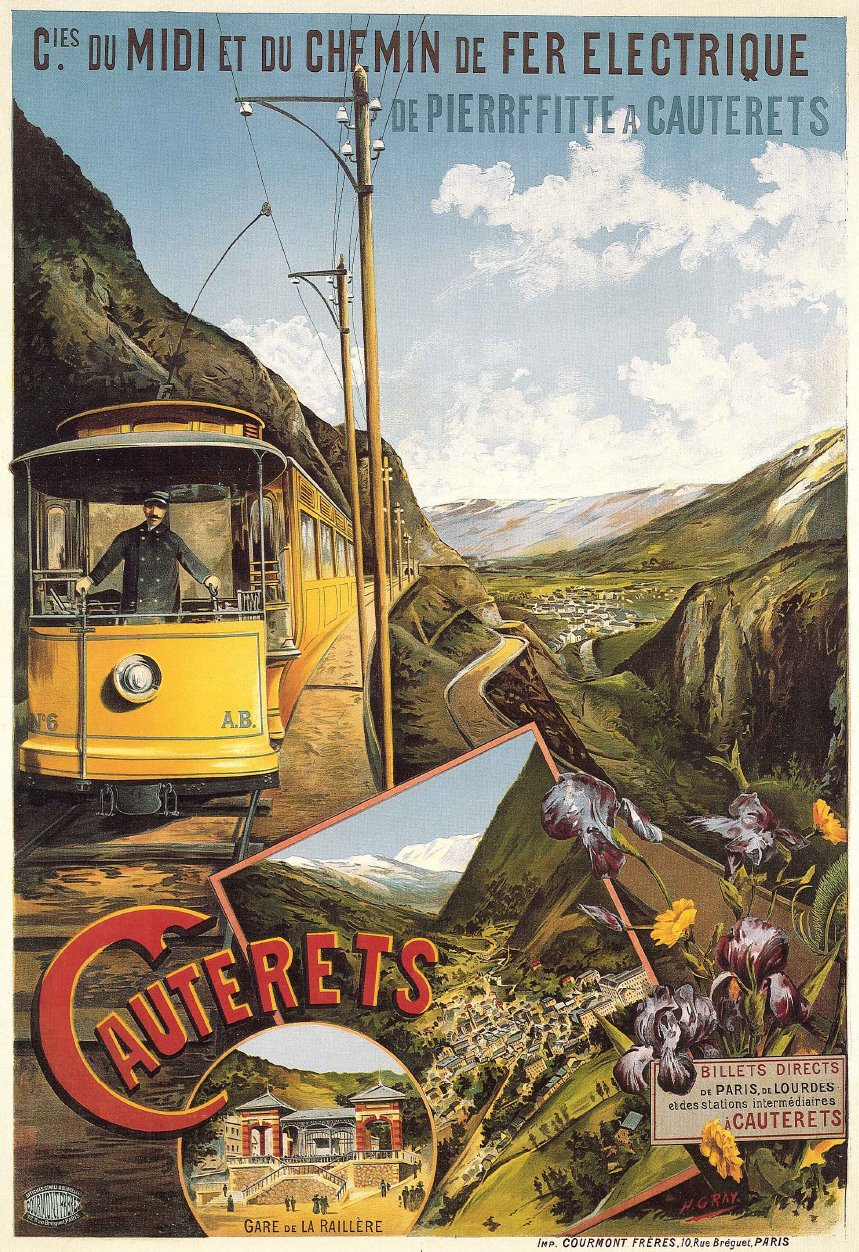
Cartolina del tram per Cauterets

L'idea di collegare il centro termale di Cauterets con la ferrovia Tolosa-Bayonne era stata già studiata nel 1871, ma l'alto costo dei lavori di realizzazione e tortuosità del tracciato fecero ben presto abbandonare il progetto. Fu soltanto nel 1891, a seguito dell'attivazione della breve ferrovia pirenaica Lourdes-Pierrefitte-Nestalas, da parte della Compagnie des Chemins de fer du Midi, che tornò prepotentemente in auge l'idea di realizzare un collegamento con Cauterets; il progetto fu inoltre sostenuto da diversi ingegneri del corpo dell'École des Mines de Paris, organizzazione che gestiva le miniere francese, che vedevano così la possibilità di incrementare i propri guadagni aprendo delle cave in zona, le quali avrebbero fornito al contempo i materiali per la costruenda tranvia. Il progetto prevedeva la costruzione di un tram che dalla stazione di Pierrefitte-Nestalas giungesse sia a Cauterets, sia a Luz-Saint-Sauveur, oltre a diversi raccordi con le miniere della zona: fu fondata la Compagnie des chemins de fer électriques de Pierrefitte-Cauterets-Luz e fu deciso di alimentare la rete con trazione elettrica. Nel 1894 iniziarono i lavori di costruzione della centrale su terreni donati gratuitamente nei pressi di una zona denominata Calypso, mentre la concessione per permettere alla tranvia di operare arrivo l'11 aprile 1896. La prima tratta ad essere completata fu quella per Cauterets, che venne inaugurata il 2 agosto 1897 dopo aver risolto numerosi problemi emersi durante i test di prova come deragliamenti delle vetture e il crollo di alcuni argini; fu inoltre aperta, nello stesso periodo, una brevissima tranvia, di circa un km, completamente staccata dal resto della rete, che collegava la Cauterets con la località termale di La Raillère.
Tuttavia, numerosi problemi, fecero slittare la messa in servizio della tranvia prima al 22 giugno 1898 e poi definitivamente al 1º aprile 1899. Nello stesso giorno cominciarono i lavori della tratta per Luz-Saint-Sauveur, che terminarono il 1º febbraio 1901: la tranvia, nella sua totalità, fu ufficialmente inaugurata il 13 aprile 1901 alla presenza Jean Dupuy, l'allora ministro dell'agricoltura. Su ogni tram erano presenti due agenti del personale: il conducente e il macchinista che era responsabile della trazione elettrica; tra il 1923 ed il 1929 la tranvia conobbe il periodo di massimo splendore, anche se la linea per Luz godeva di un traffico decisamente inferiore rispetto a quella per Cauterets. Il personale era composto da 102 persone, tra cui anche nove donne impiegate nelle stazioni e l'obiettivo principale della società era rivolto maggiormente al traffico passeggeri con circa 7-8 corse al giorno verso le due località; si ipotizzò inoltre un prolungamento da Luz a Gavarnie, poi mai realizzato. Fu effettuato per brevi periodi anche il trasporto di merci, soprattutto nitrato di calcio dalla miniera di Calypso, per la realizzazione, tra il 1916 e il 1921, di esplosivi e fertilizzanti e, durante la seconda guerra mondiale, per la costruzione di lampade ad acetilene. Sulla linea per La Raillère le corse erano molto più frequenti ed avevano una cadenza di ogni 15 minuti tra le 6 e le 18. La vita della tranvia scorreva tranquilla ma l'introduzione degli autobus da Barèges e Gavarnie per Luz, segnarono il definitivo tracollo della tratta che venne chiusa nel 1939. La linea di Cauteret fu chiusa dieci anni dopo, il 1º aprile 1949, riuscendo a sopravvivere qualche anno in più per la presenza della miniera di Peñarroya; infine, la breve linea per La Raillère, fu chiusa nell'estate nel 1970.
Oggi della tranvia rimangono poche tracce: la linea per La Raillère è stata quasi del tutto inglobata nell'ampliamento della carreggiata della strada per il Pont d'Espagne. Nel 2005 parte del tracciato della linea Pierrefitte-Cauterets è stato trasformato in pista ciclabile, diventando prolungamento della pista ciclabile proveniente da Lourdes e che utilizzava a sua volta il sedime della ferrovia per Pierrefitte-Nestalas: il percorso è stato asfaltato, la galleria del Cap d'Estang è stata illuminata e le travi in ferro del ponte sul gave de Cauterets sostituite. La linea per Luz-Saint-Sauveur è stata riconvertita in strada, eccetto un piccolo tratto, dov'era presente una breve galleria di 180 metri, che corrispondeva al tratto più stretto della linea.

## Caratteristiche

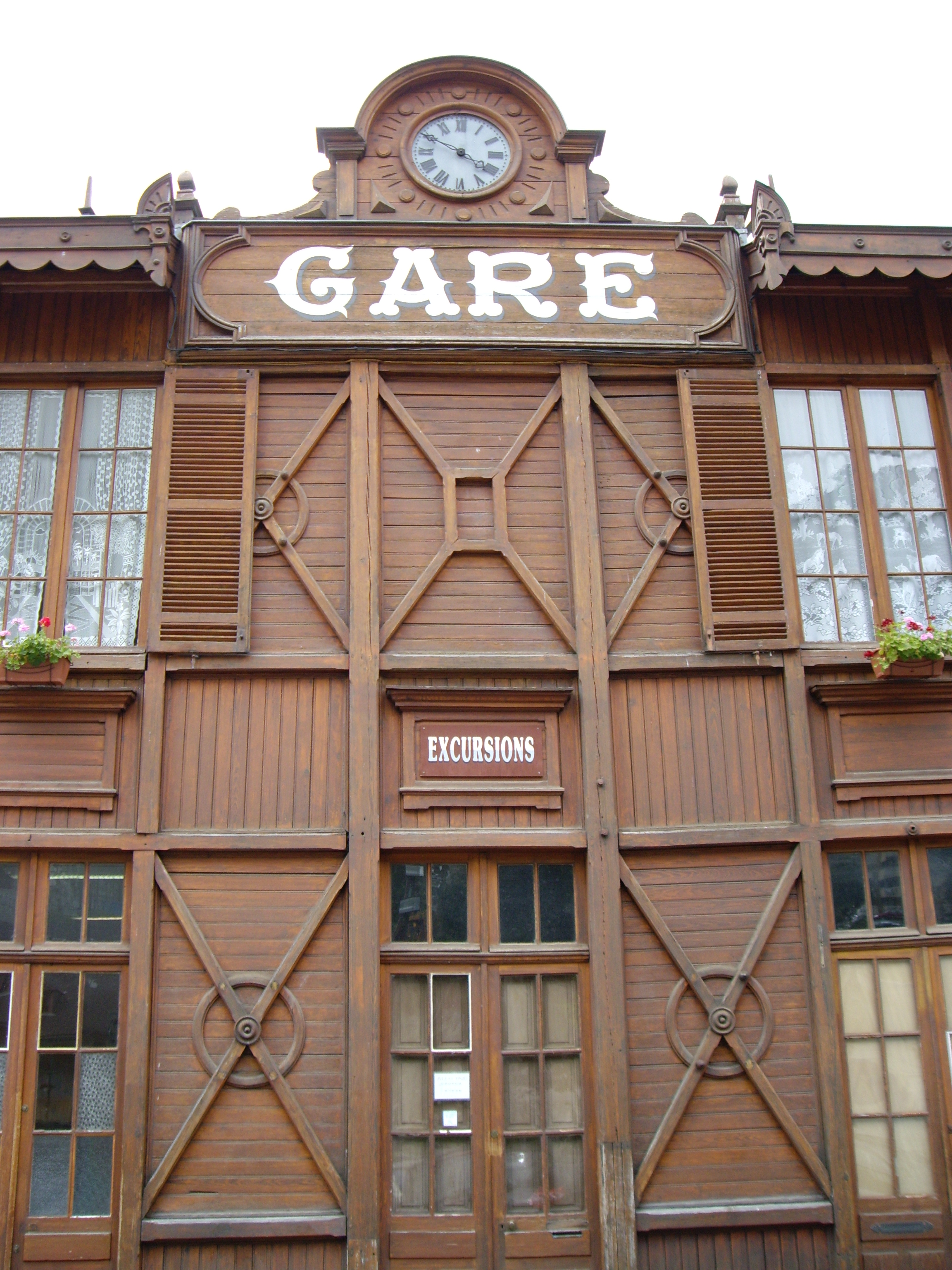
La facciata della stazione di Cauterets

La tranvia aveva un inizio comune per le due destinazioni, ossia nei pressi della stazione ferroviaria di Pierrefitte-Nestalas: qui era posta anche un rimessa che poteva contenere nove vetture; dopo un percorso di circa 50 metri la linea principale proseguiva verso Cauterets, mentre per Luz bisognava invertire senso di marcia.
La linea per Cauterets era lunga circa 11,2 km con curve dal raggio minimo di 35 metri e superava un dislivello di circa 440 metri: non era richiesto l'uso delle cremagliera, ciò nonostante veniva utilizzato un supporto in coda al convoglio per evitare incidenti. La linea non presentava particolari difficoltà di percorso e tra le opere architettoniche di maggior rilievo spiccava un ponte sul gave de Cauterets, composto da quattro arcate in pietra e due travi di metallo di 22 metri, poggianti su pilastro in muratura alto 16 metri: in totale il ponte era lungo 95 metri. Nei pressi della fermata di Calypso sorgeva la centrale idroelettrica che sfruttava una cascata alta 69 metri; di particolare rilievo architettonico, la stazione terminale di Cauterets, dichiarata oggi monumento storico e realizzata con legno di pino con un'architettura tipica western: l'intero percorso durava circa 45 minuti, era presenta una sola stazione intermedia a Calypso, più una fermata facoltativa nei pressi della miniera di Peñarroya, raggiunta anche da un breve raccordo.
La linea per Luz-Saint-Sauveur era lunga invece 12 km e superava un dislivello di 249 metri, con pendenze più basse, rispetto a quelle per Cauterets; inizialmente alimentata con la centrale di Calypso, fu poi costruita una nuova centrale in località Reine Hortense; l'apertura della tranvia comportò inoltre la costruzione di diverse massicciate per la protezione dalle valanghe. Il percorso durava circa 30 minuti, erano presenti due fermate intermedie a Villelongue e Pescadère e un breve raccordo per la cava di Chèze.
La breve linea che collegava Cauterets, la cui stazione di partenza, chiamata gare des Œufs, era ubicata sulla parte alta del villaggio, con la località La Raillère, sulla strada per il Pont d'Espagne, era lunga  1.836 km, superava un dislivello di 125 metri ed era interamente a doppio binario: in principio era previsto un collegamento tra la stazione a nord con quella a sud del paese che conduceva a Pierrefiette, ma non venne mai realizzato. Il viaggio durava circa 6 minuti, i tram procedevano ad una velocità di circa 15 km/h e non erano presenti fermate intermedie.

### Percorso
| Unknown route-map component "exCONTg" |

| Unknown route-map component "exKBHFe" |

| Unknown route-map component "uexKBHFa" |

|  | Unknown route-map component "uexABZg+l" | Unknown route-map component "uexCONTfq" |

| Unknown route-map component "uexTUNNEL2" |

| Unknown route-map component "uexPSL" |

| Unknown route-map component "uexCONTgq" | Unknown route-map component "uexABZgr" |  |

| Unknown route-map component "uexhKRZWae" |

| Unknown route-map component "uexPSL" |

| Unknown route-map component "uexhKRZWae" |

| Unknown route-map component "uexHST" |

| Unknown route-map component "uexPSL" |

| Unused straight waterway |

| Unknown route-map component "uexPSL" |

| Unknown route-map component "uexKBHFe" |

| Unused urban continuation backward |

|  | Unknown route-map component "uexABZgl" | Unknown route-map component "uexCONTfq" |

| Unknown route-map component "uexhKRZWae" |

| Unknown route-map component "uexhKRZWae" |

| Unknown route-map component "uexHST" |

| Unknown route-map component "uexPSL" |

| Unknown route-map component "uexTUNNEL2" |

| Unknown route-map component "uexhKRZWae" |

|  | Unknown route-map component "uexABZg+l" | Unknown route-map component "uexCONTfq" |

| Unknown route-map component "uexhKRZWae" |

| Unknown route-map component "uexPSL" |

| Unknown route-map component "uexhKRZWae" |

| Unknown route-map component "uexPSL" |

| Unknown route-map component "uexHST" |

| Unknown route-map component "uexKBHFe" |

| Unknown route-map component "uexKBHFa" |

| Unknown route-map component "uexhKRZWae" |

| Unknown route-map component "uexhKRZWae" |

| Unknown route-map component "uexKBHFe" |

## Materiale rotabile
Sulla tranvia venivano utilizzate delle automotrici lunghe 11,80 metri e larghe 2,30; inizialmente avevano una potenza di 100 cavalli, in seguito, nel 1901, aumentata a 180 e disponevano di tre sistemi di frenatura: uno che agiva sul motore, uno a mano che agiva sulle otto ruote e uno che sfregava sui binari, la cui efficacia aumentava in caso di sabbiatura. Il parco rotabili era composto da 17 automotrici e 3 bagagliai, di cui, in seguito, uno utilizzato per il trasporto del bestiame: di queste, tre automotrici erano utilizzate esclusivamente per la linea de La Raillère, isolate quindi dal resto delle rete e aventi una potenza di 45 cavalli.